# NSBM
NSBM (National Socialist Black Metal) – podgatunek black metalu. Jest to typowy black metal, charakteryzujący się jednak tekstami oscylującymi wokół tematyki wyższości aryjskiej rasy, czystości krwi, pogańskich wierzeń, niechęci do komunizmu i liberalizmu, przesyconymi ideologią nacjonalistyczną, nazistowską, antysemicką, antychrześcijańską, niekiedy też satanistyczną. 